# 카가미비라키

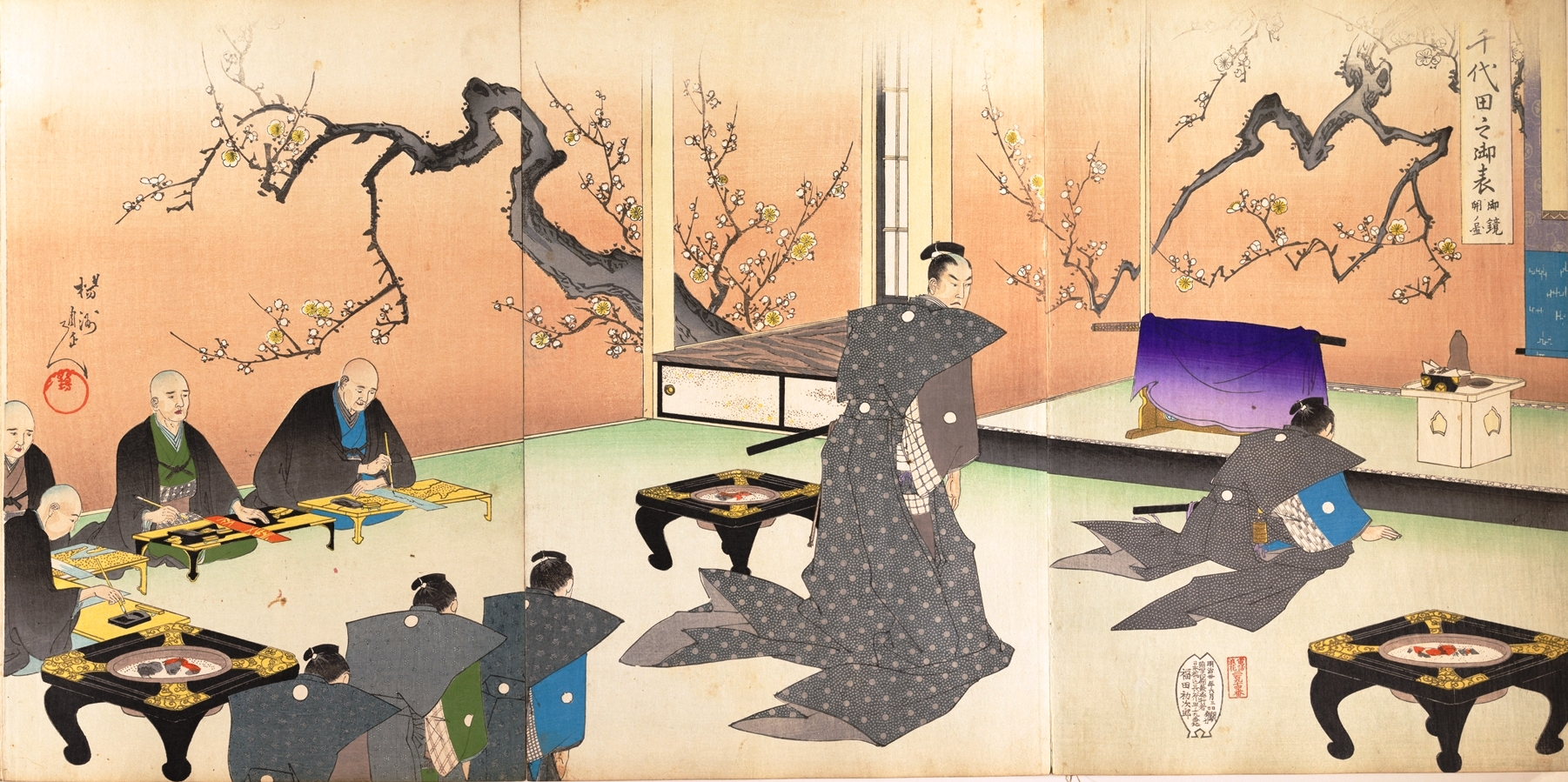
요슈 치카노부 『치요다의 어표(千代田之御表)』 오카가미비라키의 그림(御鏡開ノ図) (메이지 30년 (1897년)). 치요다의 어표는, 에도성 내서의 공식적인 "오모테(表)"에 있어서의 연중 행사 등을 대형 3장 연속으로 우치요에로 기록한 니시키에 시리즈.

카가미비라키(일본어: 鏡開き かがみびらき[*])ㆍ카가미와리(일본어: 鏡割り かがみわり[*])는 정월에 신 (토시가미)이나 부처에게 바친 카가미모치를 내려서 먹는, 일본의 연중행사이다. 신불에 감사의 마음을 표하고, 무병식재 등을 기원하며, 차려진 떡을 먹는다. 시루코ㆍ조우니, 카키모치 (아라레) 등으로 먹는 경우도 많다.